# Groninger-Rotterdammer Stoomboot Maatschappij

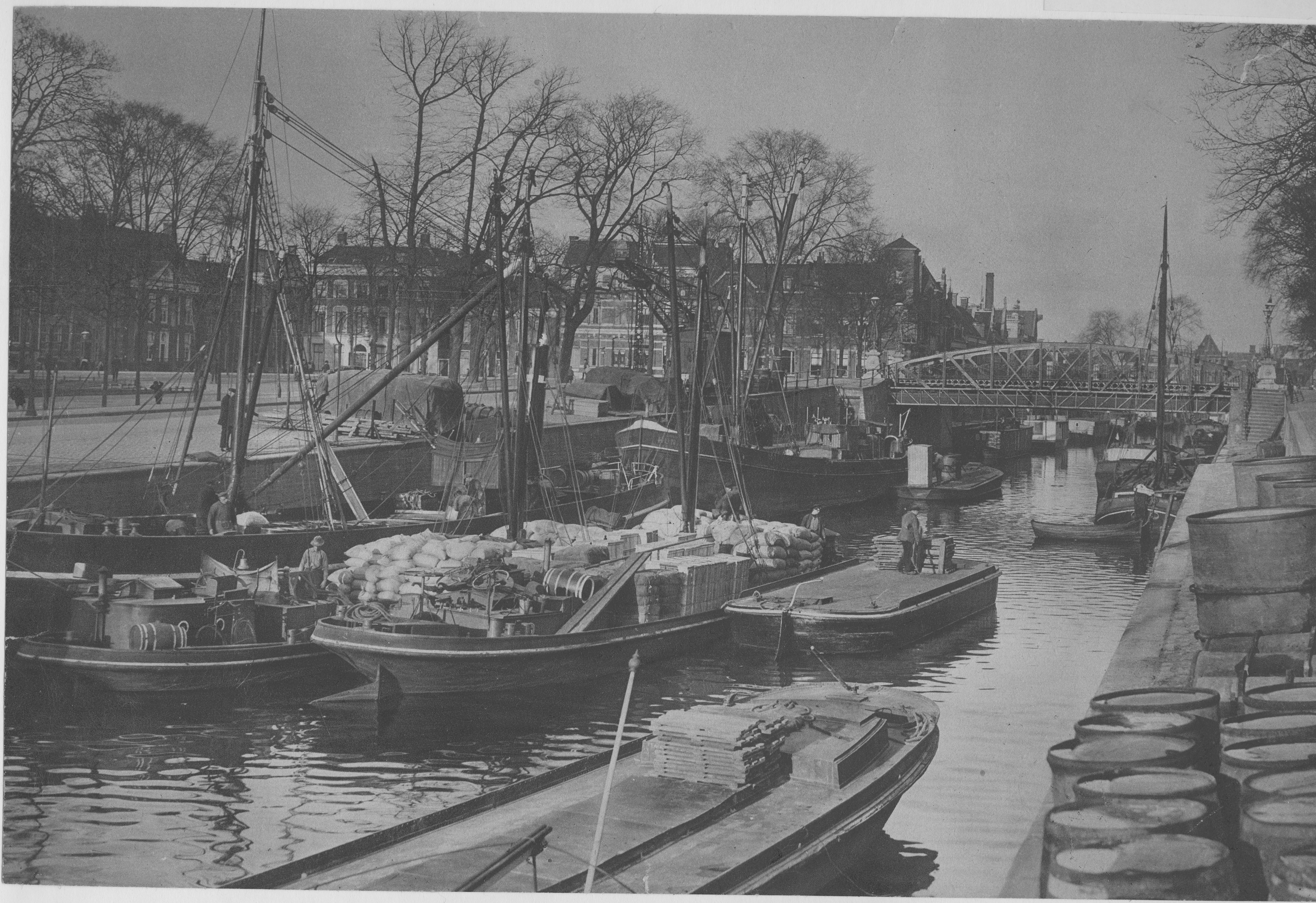
Groningen, Lopende Diep met Hunzeboten, ca. 1925

De Groninger-Rotterdammer Stoomboot Maatschappij (GRSM) was een beurtvaartrederij die vanaf 1877 actief was in Noord- en West-Nederland. Het bedrijf stond ook wel bekend als de Hunzebooten, naar de naam van de schepen, Hunze I tot en met Hunze XXVII.

## Achtergrond
Vanwege een door industrialisering toenemende vraag naar transport en door liberalisatie van de binnenvaartsector in de negentiende eeuw, werden overal in Nederland stoombootrederijen opgericht. Deze bedrijfstak zou nog lang met andere vervoersvormen kunnen concurreren, vanwege een fijnmazig netwerk van waterwegen in met name Noord- en West-Nederland. Ook was vervoer over water tot ver in de twintigste eeuw altijd goedkoper dan vervoer over land en de rederijen bedienden meestal meerdere markten, door vervoer van passagiers, vracht en vee. Het reizigersvervoer nam in de tweede helft van de negentiende eeuw ook sterk toe, waarvan een deel de boot verkoos boven de trein. De beurtvaart in het algemeen, en de beurtvaartondernemingen in het bijzonder, vervulde de rol van het streekvervoer tot aan de komst van de autobus en in sommige gevallen ook daarna nog.
De Zuiderzee had een spilfunctie bij het transport over water. Van het agrarische noorden van Nederland werden op grote schaal landbouwproducten naar het westen vervoerd en onder meer luxe goederen gingen mee terug.

## Geschiedenis
De GRSM werd in juni 1876 door Groningse ondernemers, waaronder enkele beurtschippers, opgericht en in de stad Groningen gevestigd. Het benodigde beginkapitaal van 100.000 gulden was op dat moment al overtekend. Bij de werf van Goedkoop in Amsterdam werden twee schroefstoomschepen besteld, die op 14 juni 1877 als de Hunze I en Hunze II in de vaart kwamen. De schepen werden ingezet op het traject Groningen - Amsterdam - Rotterdam, waarbij ook wel goederen voor tussengelegen havens werden meegenomen. Ook vervoerde men passagiers en vee en werd een drietal schepen van zeilende beurtvaarders overgenomen. Begin 1879 werden de Hunze III en Hunze IV in de vaart gebracht, de Hunze V eind van dat jaar.
In 1882 werd het laatste zeilschip afgestoten en een paar jaar daarna kon aan het Lopende Diep een eigen kantoor annex pakhuis voor de rederij in gebruik worden genomen. De vloot en het lijnennet werden constant uitgebreid. De Hunze I werd in 1884 afgestoten aan H. Braakman & Co, omdat het technisch niet voldeed, en later vervangen. In 1889 werd een op Utrecht varende concurrent overgenomen en een jaar later kon de Zaanstreek aan het netwerk worden toegevoegd. Een investeerder zag zijn participatie van 17.200 gulden in 1875 in waarde toenemen tot 71.400 in 1890.

### Toenemende concurrentie
Vanaf 1901 werd, met wisselend succes, getracht lijnen te openen op Duitse havens. Begin twintigste eeuw werd de concurrentie van de trein en van de regionaal opererende tramlijnen steeds sterker. De in hetzelfde gebied actieve Lemmerboot, de in Lemmer op de tram aansluitende tramboot en (vanaf 1924) Reederij J.H. van Swieten bleken geduchte concurrenten. Wel kon de GRSM in 1925 de op Bremen en Hamburg varende concurrent CARGO inlijven.
Op het gebied van stukgoederen en vee, traditioneel een van de sterkere punten van de beurtvaartrederijen, ging vanaf 1930 een flink deel verloren aan de vrachtwagen. Enkele jaren eerder hadden alle traditionele vervoerders de concurrentie van de bus al gevoeld voor wat betreft het reizigersvervoer. Toch kon de Groninger-Rotterdammer tijdens de Grote Depressie haar vlootcapaciteit goeddeels handhaven, waar anderen met een sterke afname hadden te kampen. Vanaf 1935 werd door het bedrijf zelf ook met vrachtwagens gereden.

### Neergang
Aan het begin van de Tweede Wereldoorlog kon de rederij nog investeren. In 1941 werd een groot, nieuw complex betrokken aan de Oosterhamrikkade. Toch was de oorlog voor de hele binnenvaartsector desastreus. Schepen en andere bezittingen werden gevorderd of gingen verloren bij gevechtshandelingen, de vraag naar vervoer nam af door reisbeperkingen en er bestonden tekorten aan brandstoffen. De GRSM verloor vier schepen in de oorlog en van de overige eenheden kwamen er vele, vaak in slechte staat, terug. Wederopbouw bleek dan ook geen sinecure, maar met participatie van de Maatschappij tot Financiering van het Nationaal Herstel kon daarmee een begin gemaakt worden. Tegelijkertijd werd toenadering gezocht tot twee van de grootste concurrenten, hetgeen sinds 1896 al een paar keer eerder (vruchteloos) was geprobeerd. Uiteindelijk werd de GRSM in 1952 door Van Swieten overgenomen, die een jaar later ook de Lemmerboot inlijfde en de activiteiten van alle drie de rederijen onderbracht in de Groninger Beurtvaart N.V.